# Lingua kickapoo
La lingua kickapoo è una lingua appartenente alla famiglia linguistica algonchina, parlata nell'Oklahoma centrale, tra le città di Shawnee e Jones ed a Nacimiento, nello stato di Coahuila in Messico, da poco più di 500 indigeni appartenenti al popolo Kickapoo. Anche a Horton, nel Kansas, è possibile trovare ancora qualche locutore, generalmente parecchio anziano.
Paul Voorhis, sia nel 1974 che nel 1988, segnalava che l'uso della lingua, in Oklahoma, restava vivace, essendo parlata anche dai giovani. Secondo ethnologue invece la lingua è da considerarsi minacciata di estinzione

## Classificazione
Il kickapoo, prima del XVIIIe secolo era parlata nella zona dell'attuale Michigan. Viene considerata come facente parte di un ramo delle lingue algonchine, denominato Lingue fox, del quale fa parte anche un'altra lingua parlata, in origine, nella stessa zona degli Stati Uniti: il meskwaki dei Sauk e dei Meskwaki (o Fox).

## Fonologia

### Consonanti
|             | Bilabiale | Dentale | Alveolare | Palatale | Velare | Glottale |
| ----------- | --------- | ------- | --------- | -------- | ------ | -------- |
| Occlusive   | p [p]     | t [t]   |           |          | k [k]  | ʔ [ʔ]    |
| Fricative   |           | θ [θ]   | s [s]     |          |        | h [h]    |
| Affricate   |           |         |           | c [ʧ]    |        |          |
| Nasale      | m [m]     | n [n]   |           |          |        |          |
| Semi-vocale | w [w]     |         |           | y [j]    |        |          |

### Vocali
|        | Anteriore     | Centrale      | Posteriore    |
| ------ | ------------- | ------------- | ------------- |
| Chiuse | i [i] ii [iː] |               |               |
| Medie  | e [ɛ] ee [ɛː] |               | o [o] oo [oː] |
| Aperte |               | a [a] aa [aː] |               |